# Adenoid vegetation
Adenoide vegetationer (også kaldet polypper) er en forstørrelse eller hyperplasi af lymfatisk væv i næsesvælget. Man ser de adenoide vegetationer især hos børn. Vejrtrækningen gennem næsen vil ved store adenoide vegetationer være nedsat eller ophævet, hvilket kan medføre dårlig trivsel, nedsat hørelse (gennem aflukning af det Eustachiske rør til mellemøret og dannelse af væske i mellemøret – otitis media serosa), snorken og hyppige forkølelser.
Adenoide vegetationer kan nemt fjernes ved operation med en kortvarig fuld bedøvelse. Denne operation er et af de hyppigste indgreb, som foretages hos børn.